# 祖國統一泛民族青年學生聯合
祖國統一泛民族青年學生聯合，常簡稱為泛青學聯（범청학련），是朝鮮民主主義人民共和國的青年學生組織，旨在推進朝鮮半島統一。學聯成立於1992年8月15日，即朝鮮光復47週年紀念日。
泛青學聯在南方的分支即韓國的韓總聯，在日本也有分部。其大約一年召開一屆大會，意在商討結束外國統治與介入，最終實現朝鮮半島的和平統一。